# حقوق الإنسان في باكستان
حقوق الإنسان في باكستان من الأشياء الأكثر تعقيدًا بسبب التنوع وعدد السكان الكبير ووضعها كدولة نامية ديمقراطية إسلامية ذات مزيج من القانون الإسلامي والعلماني. ينص دستور باكستان على الحقوق الأساسية، بما في ذلك حرية التعبير وحرية الفكر وحرية الدين وحرية إنشاء التجمعات وحرية الصحافة والحق المشروط في حمل السلاح. وتنص البنود أيضًا على إنشاء محكمة عليا مستقلة، وفصل بين السلطة التنفيذية والسلطة القضائية، وتكوين لجنة حقوق إنسان مستقلة، وحرية التنقل داخل البلاد وخارجها. ومع ذلك فلا وجود لتلك القوانين في الممارسة العملية.

## الحرية السياسية في باكستان
على الرغم من سبب نشأة باكستان وهو لدعم مبادئ الديمقراطية، إلا أن تاريخها مليء بالانقلابات العسكرية، ومعظم تاريخ باكستان بعد الاستقلال محكوم بواسطة الطغاة العسكريين الذين أعلنوا أنفسهم رؤساء لباكستان. تعتبر الانتخابات العامة الباكستانية عام 2013 أول انتخابات حيث كان هناك انتقال دستوري للسلطة من حكومة مدنية إلى أخرى. ونتج عن تلك الانتخابات هجمات إرهابية أسفرت عن مقتل المئات وجرح أكثر من 500 وتزوير غير محدود لها.

## حرية الصحافة في باكستان
بشكل عام، يُسمح بحرية الصحافة، لكن يتم مراقبة أي تقارير تنتقد سياسة الحكومة أو تنتقد الجيش. كذلك يواجه الصحفيون تهديدات بالعنف على نطاق واسع، مما يجعل باكستان واحدة من أسوأ الدول التي تتمتع بحرية الصحافة، حيث قُتل 61 شخصًا منذ سبتمبر 2001 و6 على الأقل قُتلوا في عام 2013.
صنفت فريدم هاوس باكستان على أنها دولة غير حرة في تقريرها لعام 2013 ومنحتها درجة 64 بمقياس من 0 إلى 100 من حيث الحرية، كذلك أبرز التقرير تخويف الصحفيين على نطاق واسع من قبل الهيئات الحكومية والعسكرية والأمنية بعمليات القتل. صنفت منظمة مراسلون بلا حدود باكستان في المرتبة 158 من بين 180 دولة مدرجة في مؤشر حرية الصحافة لعام 2014.

## عدم المساواة في المقاطعات
أثارت انتهاكات حقوق الإنسان في إقليم بلوشستان في باكستان قلق المجتمع الدولي، ووصفتها هيومن رايتس ووتش بأنها وصلت إلى أبعاد وحشية. وقعت الانتهاكات خلال الصراع المستمر بين البلوش والإرهابيين وحكومة باكستان بشأن حكم مقاطعة بلوشستان، وهي أكبر مقاطعة على مساحة باكستان الحالية.

### إخفاق العدالة
تنتهك قوات الأمن بشكل روتيني حقوق الإنسان في سياق عمليات مكافحة الإرهاب وكثيرًا ما يُحتجز المشتبه بهم دون تهمة أو إدانة أو محاكمة عادلة. اعتُقل الآلاف من الأشخاص المشتبه بهم في السجن العسكري غير القانوني دون المثول أمام المحكمة. يواصل الجيش حرمان المحامين أو الأقارب أو الوكالات الإنسانية من الوصول إلى السجناء.

## حقوق المرأة

### العنف ضد المرأة
العنف المنزلي في باكستان هو مشكلة اجتماعية كثيرة الحدوث. طبقًا لدراسة أجرتها هيومن رايتس ووتش في عام 2009، تشير أن ما بين 70 و90 في المائة من النساء والفتيات في باكستان يتعرضون لمختلف الأنواع من سوء المعاملة. يقدر أن 5000 امرأة تُقتل كل عام بسبب العنف المنزلي، مع وجود الآلاف من النساء المعاقات أو ذو الإصابات البالغة. غالبية ضحايا العنف ليس لديهم ملاذ قانوني. لا تنظر السلطات إلى العنف المنزلي كأنه جريمة وعادة ما ترفض تسجيل أي قضايا مرفوعة إليها. بالنظر إلى قلة عدد ملاجئ النساء في البلاد، فإن قدرة الضحايا محدودة على الهروب من العنف.

### العنف البارز ضد النساء
في 9 أكتوبر 2012، أعلنت حركة طالبان الباكستانية مسؤوليتها عن محاولة اغتيال ملالا يوسفزي البالغة من العمر 15 عامًا. وتعهدوا بمواصلة استهدافها لتشجيع تعليم النساء والفتيات. وردًا على ذلك، وقع الرئيس قانونًا جديدًا في 20 ديسمبر، يكفل التعليم المجاني والإلزامي للفتيان والفتيات الذين تتراوح أعمارهم بين خمس سنوات و16 سنة.

## الانتهاك السياسي لحقوق الإنسان
قامت الحكومات المحلية والإقليمية بالقبض على الصحفيين والصحف المغلقة التي تنشر تقارير عن الأمور التي تعتبر مسيئة اجتماعيًا أو التي تنتقد الحكومة أو الجيش. كما تعرض الصحفيون للعنف والتخويف من قبل مختلف الجماعات والأفراد. على الرغم من تلك الصعوبات، تنشر الصحافة بحرية حول مسائل أخرى، رغم أن الصحفيين غالبًا يمارسوا ضبط النفس في كتاباتهم لتجنب إغضاب الحكومة أو الجيش.

## الاستجابة الإنسانية للصراع

### النازحون داخليًا
كان هناك أكثر من 500 ألف شخص نزحوا عام 2008 معظمهم من المناطق القبلية الخاضعة للإدارة الفيدرالية (FATA) على الحدود مع أفغانستان، ونحو مليون و400 ألف من خيبر بختونخوا في مايو 2009. بحلول منتصف يوليو 2009، قدرت الهيئة الوطنية الباكستانية لقاعدة البيانات والتسجيل (NADRA) مجموع الأشخاص النازحون داخليًا بما يزيد قليلًا عن مليوني شخص، بينما تصل الأرقام غير الرسمية إلى 3.5 مليون شخص.

### أصدقاء باكستان
تعد جماعة أصدقاء باكستان، والتي تضم الولايات المتحدة والمملكة المتحدة والأمم المتحدة، عنصرًا أساسيًا في حملة المجتمع الدولي لتعزيز الاستقرار. تبنت الولايات المتحدة إستراتيجية أف-باك (أفغانستان وباكستان) من أجل قمع التمرد والدفاع عن مصالح الأمن القومي. تسعى هذه الاستراتيجية إلى التواصل مع الحكومة والاستخبارات العسكرية، وتطوير الأحكام المدني والديمقراطية، على سبيل المثال من خلال توفير الخدمات والدعم إلى المناطق التي تم تطهيرها في المناطق القبلية الخاضعة للإدارة الفيدرالية وخيبر، الدعم المباشر للميزانية، والمساعدة الإنمائية والدعم لمكافحة أعمال التمرد.

## التمييز ضد الأقليات العرقية والدينية

### القتل خارج نطاق القضاء للبشتون
اتهمت حركة حماية البشتون الجيش الباكستاني بحملة تخويف تشمل القتل خارج نطاق القانون والآلاف من حالات الاختفاء والاحتجاز. تسببت العمليات العسكرية في المناطق القبلية في باكستان في ترحيل البشتون بعيدًا عن منازلهم.  تعرض البشتون الذين دافعوا عن حقوق الإنسان للقتل.

### انتهاكات حقوق الإنسان لجماعة الأحمدية
تعرضت العديد من الأقليات المسلمة، مثل الأحمدية لمذابح في باكستان على مر السنين.
تم انتهاك حقوق إنسان الجماعة الأحمدية من قبل الدولة. ذهب الجنرال ضياء الديكتاتور العسكري لباكستان، إلى أبعد من ذلك عام 1984، فعندما حصل على دعم الأصوليين الإسلاميين في باكستان، أصدر مرسوم لمناهضة الجماعة الأحمدية الذي أضاف القسمين ب 298 وج 298 في القانون الجنائي الباكستاني.

### قوانين التجديف المثيرة للجدل
يعد 1.5٪ من السكان في باكستان مسيحيين. ينص القانون الباكستاني على وجوب مواجهة أي تجديف للقرآن بالعقاب. في 28 يوليو 1994، حثت منظمة العفو الدولية رئيسة وزراء باكستان بينظير بوتو على تغيير القانون لأنه كان يستخدم لترويع الأقليات الدينية. وبالفعل حاولت ولكنها لم تنجح. ومع ذلك، قامت بتعديل القوانين لجعلها أكثر اعتدالا.

### التعصب ضد الهندوس والأقليات الأخرى
اعتبارًا من أبريل 2012، لم توفر باكستان قانونيًا لتسجيل الزيجات بالنسبة لأقليات معينة، بما في ذلك الهندوس والسيخ والبوذيين والجاينيين والبهائي. وغالبا ما يستخدم الحرمان من الاعتراف بالزيجات الهندوسية لتخويف الهندوس ومضايقتهم. كذلك تتعرض النساء الهندوسيات المتزوجات للخطف والزواج من المسلمين قسرًا، ولا يفعل القانون شيئًا بسبب عدم قدرتهن على إثبات زواجهن السابق.

### التحويلات القسرية
حدثت الكثير من التحويلات القسرية والإكراه على دخول الإسلام، وادعت الأقليات الدينية أن الإجراءات الحكومية لوقف تلك المشكلة كانت غير كافية. سلطت عدة مجموعات لحقوق الإنسان الضوء على ظاهرة خطف الفتيات الهندوس المتزايدة، حيث يتم اختطافهن من عائلاتهن وإجبارهن على اعتناق الإسلام. أفادت مجموعات حقوق الإنسان أن حالات التحول القسري آخذة في الازدياد. يقول تقرير عام 2014 أن نحو 1000 امرأة مسيحية وهندوسية في باكستان يتم تحويلهن قسرًا إلى الإسلام كل عام.
في عام 2003، اختطفت فتاة من السيخ تبلغ من العمر ست سنوات من قبل أحد أفراد قبيلة أفريدي في المقاطعة الحدودية الشمالية الغربية، كما ادعى خاطفها أن الفتاة تحولت إلى الإسلام وبالتالي لا يمكن إعادتها إلى أسرتها.